# Hy Rosen
Hy Rosen né le 10 février 1923 à Albany et mort le 24 février 2011 à Loudonville est un dessinateur américain de comics.

## Biographie
Hyman C. Rosen, plus connu sous le nom de Hy Rosen, naît le 10 février 1923 à Albany. Il suit des études d'arts dans plusieurs écoles puis en 1945, il commence à travailler comme dessinateur de presse pour le Albany Times-Union. Il y restera jusqu'à sa retraite en 1989. En plus de ce travail régulier il dessine des comics pour plusieurs éditeurs. Pour St. John il travaille sur le comics de romance Hollywood Confessions, pour DC Comics il participe au comics Bonnie. Dans les années 1950, son principal employeur est Timely Comics où il signe des comics dans différents genres. Parmi ceux-ci il dessine régulièrement des histoires pour les comics d'humour adolescents Georgie et Homer Hooper. Entre 1954 et 1962, il travaille pour Dell Publishing sur l'adaptation de I love Lucy. À la fin des années 1960, il est chez Harvey Comics pour remplacer Hy Eisman sur Bunny une autre série destinée aux enfants. Par la suite il est engagé par une société de publicité. Après sa retraite, il revient quelque temps aux comics de nouveau chez Harvey où il dessine une série inspirée des New Kids on the Block et une autre tirée de Sauvé par le gong. Il meurt le 24 février 2011 à Loudonville dans l'État de New York d'un cancer.